# Ленинский район (Керчь)
Ле́нинский райо́н (первоначально — Ста́линский райо́н) — упразднённый ныне внутригородской район на северо-востоке Керчи, существовавший в 1938—1988 годах. Один из трёх городских районов Керчи в этот период (наряду с Кировским и Орджоникидзевским районами).

## История
Сталинский район был образован вместе с двумя остальными районами в 1938 году и назван в честь Иосифа Сталина. В 1961 году район был переименован в Ленинский в честь Владимира Ленина.
Не ранее второй половины 1950-х годов началось расширение границ города на восток и северо-восток. В границы Керчи вошли посёлок Колонка, выросший из колонии Керченского металлургического завода имени П. Л. Войкова (вместе с Ново-Карантинной слободкой, слившейся с посёлком), село Капканы. К 1968 году в составе города оказались сёла Каменка и Аджи-Мушкай, к 1977 году — село Сипягино (бывшее Еникале, переименованное в честь Н. И. Сипягина). Также в пределы Керчи были включены населённые пункты Опасное, Жуковка, Глейки, Подмаячный.
Все эти микрорайоны составили основу Ленинского района в 1960—1980-е годы. Граница между Ленинским и Кировским районами проходила в тот период по улицам Пошивальникова и Строителей, район составляли исключительно поселения, присоединённые к Керчи в послевоенные годы. Указом Президиума Верховного Совета Украинской ССР от 14 ноября 1988 года «О ликвидации районов в городе Керчь Крымской области» район был ликвидирован.

## Население
| Население района            | 1939   | 1959   | 1970   | 1979   |
| Численность, человек        | 29 348 | 23 165 | 26 507 | 28 673 |
| Доля от населения города, % | 28,1 % | 23,5 % | 20,8 % | 18,3 % |

Первоначально, в 1930—1950-е годы, Сталинский район был вторым по численности населения после Кировского, однако в последующие годы Ленинский район уступал двум другим.

## Структура района
Микрорайоны
- Аджимушкай
- Глейки
- Жуковка
- Каменка
- Капканы
- Комсомольский городок
- Красная Керчь
- Опасное
- Подмаячный
- Посёлок имени Войкова
- 1-й самострой
- 3-й самострой
- 5-й самострой
- Сипягино[7][14]

Основные магистрали
- Ул. Войкова
- Ул. Генерала Кулакова
- Ул. Генерала Петрова
- Ул. Десантников
- Ул. Ермака
- Ул. Кирова
- Ул. Коммунаров
- Ул. Макарова
- Ул. Минина
- Ул. Розы Люксембург[7]

## Экономика и транспорт
Крупнейшие предприятия
- Керченский металлургический завод имени П. Л. Войкова

Транспорт
- Автобусы: 1, 4, 4а, 11, 18, 18а, 19, 24, 27, 65. Троллейбус: 1
- Железная дорога: платформы 100 км, 102 км, 105 км, 108 км, станция Крым
- Морские перевозки: порт Крым и Керченская паромная переправа[7]

## Культура и отдых
Достопримечательности
- Аджимушкайские каменоломни
- Крепость Еникале
- Еникальский маяк и памятники павшим в ходе Керченско-Эльтигенской десантной операции на мысе Фонарь[7]
- Развалины античного города Мирмекий на мысе Карантинный[15]
- Остатки античного городища Партенион
- Остатки античного городища Порфмий
- Усыпальница Царский курган[15]

Учреждения
- Дворец пионеров и школьников
- Пансионат «Свет Маяка»[7]